# 布萊克 (伊利諾伊州)
布萊克（英語：Black）是位於美國伊利諾伊州愛德華茲縣的一個非建制地區。該地的面積和人口皆未知。

## 地理
布萊克的座標為38°28′04″N 88°06′10″W / 38.46778°N 88.10278°W，而該地的平均海拔高度為143米（即469英尺）。